# 东万口乡
东万口乡，是中华人民共和国河北省张家口赤城县下辖的一个乡镇级行政单位。

## 行政区划
东万口乡下辖以下地区：
东万口村、永宁口村、塘子营村、中青羊沟村、富山村、小京门村、礁臼沟村、瓦窑村、河路沟村、老牛沟村、头道川村、甘沟村、孤石村、卧龙村、北茨村、喜峰嵯村、官路房村、西万口村、东梁村、巴图营村、炭窑沟村和盆地坑村。